# Zukunft (Album)
Zukunft ist das siebte Studioalbum des österreichischen Rappers RAF Camora. Es erschien unangekündigt am 16. Juli 2021 über sein eigenes Label Indipendenza.

## Entstehung und Artwork
Entstehung
Das Album wurde bis auf drei Lieder, die von Beataura produziert wurden (Chromosom, Ich kenne meinen Wert und Generation X), vom Musikproduzenten-Team The Cratez zusammen mit The Royals produziert (11 Songs). RAF Camora selbst co-produzierte drei Tracks. An der Produktion einzelner Lieder waren zusätzlich Beataura (insgesamt 5), Minti (5), Neal & Alex (3), Bafani und Mez beteiligt.
Artwork
Das Albumcover ist blau gestaltet und zeigt das Gesicht des Interpreten, der leicht nach unten blickt. Links sind zudem eine Schlange und ein Rabe zu sehen, darunter befindet sich der Albumtitel Zukunft in türkis.

## Veröffentlichung und Promotion
Die Erstveröffentlichung von Zukunft erfolgte ohne Vorankündigung am 16. Juli 2021 zum Download und Streaming über sein eigenes Label Indipendenza. Zeitgleich mit der digitalen Version des Albums erschien ein limitiertes Bundle, das neben der Album-CD, einem DIN-A2-Poster und einem T-Shirt RAF Camoras eigener Modelinie Cørbo den Überraschungsinhalt „Blick in die Zukunft“ beinhaltet. Dieser kündigte eine Fortsetzung des Albums unter dem Titel Zukunft II durch Bekanntgabe des Artworks und Veröffentlichungsdatums für den 1. Oktober 2021 an. Am 23. Juli 2021 bestätigte RAF Camora über seine Instagram-Story, dass Zukunft und Zukunft II ein Doppelalbum darstellen werden.

## Hintergrund
RAF Camora kündigte ursprünglich an, seine Karriere als Rapper nach dem Soloalbum Zenit beenden zu wollen, da er laut eigener Aussage an „einen Punkt gekommen“ sei, an dem er bemerkt habe, dass ihm „der Erfolgsdruck im Weg“ stehe. Die Zeit nach der Veröffentlichung von Zenit sei für ihn allerdings „eine Vollbremsung von 250 km/h auf null“ gewesen und er habe langsam realisiert, nicht ohne seine „wirklich große Liebe“ Musik leben zu können, weshalb er in Dubai wieder ein neues Album aufgenommen und beschlossen habe, wieder Musik zu veröffentlichen.

„Ich werde nie wieder die Hände von der Musik lassen. Nie wieder. Die Zeit ohne diese große Liebe war eine schlechte Zeit.“

## Inhalt
Auf vier Liedern des Albums sind neben RAF Camora weitere Künstler vertreten, darunter jedoch nicht sein langjähriger Kollabopartner Bonez MC. So hat der italienische Rapper Ketama126 einen Gastauftritt im Song Scusa, außerdem ist der deutsche Rapper Ufo361 auf Benzin zu hören. Der bei RAF Camoras Label Andere Liga unter Vertrag stehende Rapper Ahmad Amin ist am Lied Vergesse nie die Street beteiligt, während Kapuze im Club eine Zusammenarbeit mit den restlichen vier Mitgliedern der 187 Strassenbande – Gzuz, Maxwell, LX und Sa4 – darstellt.

## Titelliste
| Nr.          | Titel                                          | Produzent(en)                                   | Länge |
| ------------ | ---------------------------------------------- | ----------------------------------------------- | ----- |
| 1.           | Intro                                          | Minti, The Cratez, The Royals                   | 1:45  |
| 2.           | Chromosom                                      | Beataura                                        | 2:03  |
| 3.           | Zukunft                                        | RAF Camora, The Cratez, The Royals              | 2:37  |
| 4.           | Realität                                       | Beataura, The Cratez, The Royals                | 3:04  |
| 5.           | Wenn es schlecht läuft                         | Beataura, Neal & Alex, The Cratez, The Royals   | 3:02  |
| 6.           | Scusa (feat. Ketama126)                        | Bafani, Mez, The Cratez, The Royals             | 2:39  |
| 7.           | Zombie                                         | Minti, RAF Camora, The Cratez, The Royals       | 2:20  |
| 8.           | Benzin (feat. Ufo361)                          | Neal & Alex, The Cratez, The Royals             | 2:51  |
| 9.           | Ich kenne meinen Wert                          | Beataura                                        | 2:53  |
| 10.          | Vergesse nie die Street (feat. Ahmad Amin)     | Minti, The Cratez, The Royals                   | 2:29  |
| 11.          | Ebbe                                           | Neal & Alex, RAF Camora, The Cratez, The Royals | 3:32  |
| 12.          | Kapuze im Club (feat. Gzuz, Maxwell, LX & Sa4) | Minti, The Cratez, The Royals                   | 4:48  |
| 13.          | Regen                                          | Minti, The Cratez, The Royals                   | 2:57  |
| 14.          | Generation X                                   | Beataura                                        | 2:46  |
| Gesamtlänge: | Gesamtlänge:                                   | Gesamtlänge:                                    | 39:53 |

## Rezensionen
Auf laut.de erhielt das Album zwei von möglichen fünf Punkten. Der Rezensent Yannik Gölz meint, das Album beginne stark, unter anderem in den Liedern Intro und Chromosom erinnere RAF Camora daran, „warum sein elektronisches Dancehall-Ding ihn zu einem der größten Namen der hiesigen Musiklandschaft gemacht“ habe. Allerdings entgleise Zukunft danach in ein „so komplett uninspiriert an sein letztes Album angeschlossen[es]“ Projekt, dass man sich frage, „ob und inwiefern er je weg war“.
Philip Dulle vom österreichischen Nachrichtenmagazin profil ist der Meinung, der Musiker klinge „durchaus befreit“, wenn er in den 14 Albumtiteln seine Zeit nach dem geplanten Karriereende verarbeite oder im Titelsong Zukunft rappe. Mit „Endlich Zukunft“ meine RAF Camora hier „nicht nur sein eigenes Musik-Comeback, sondern vielmehr die Zeit nach der Pandemie und den Beginn einer neuen Freiheit“ – auch Deutschrapper würden „sich mit 37 Jahren nach ein wenig Normalität“ sehnen. Dulle resümiert, für den Rapper seien „die neue Nachdenklichkeit und gelebter Rap-Eskapismus mit Freunden von der Hip-Hop-Gruppe 187 Strassenbande“ kein Widerspruch, so gehe er „angstfrei Richtung Zukunft“.

## Kommerzieller Erfolg

### Chartplatzierungen
Zukunft stieg am 23. Juli 2021 auf Platz eins in die deutschen Albumcharts ein. Insgesamt konnte es sich 99 Wochen in den Top 100 halten, davon vier Wochen in den Top 10. Für RAF Camora ist es das sechste Nummer-eins-Album in Deutschland sowie der neunte Top-10- und zehnte Charterfolg. Darüber hinaus erreichte das Album auch die Chartspitze der deutschen deutschsprachigen Albumcharts sowie die Chartspitze der deutschen Hip-Hop-Charts, an der es sich fünf Wochen halten konnte. In beiden Chartlisten ist es ebenfalls sein sechstes Nummer-eins-Album. Auch in der Schweizer Hitparade erreichte das Album am 25. Juli 2021 die Spitzenposition und konnte sich insgesamt 76 Wochen in den Top 100 platzieren. In Österreich gelangte das Album am 30. Juli 2021 ebenso an die Spitze der Hitparade.
In den Album-Jahrescharts 2021 belegte der Tonträger Rang zwölf in Deutschland sowie Position 18 in der Schweiz. In Österreich erreichte Zukunft Platz zwei der Jahreshitparade 2021 und musste sich nur ABBA mit Voyage geschlagen geben.
| ChartsChartplatzierungen | Höchstplatzierung | Wochen |
| ------------------------ | ----------------- | ------ |
| Deutschland (GfK)        | 1 (99 Wo.)        | 99     |
| Österreich (Ö3)          | 1 (145 Wo.)       | 145    |
| Schweiz (IFPI)           | 1 (77 Wo.)        | 77     |

| ChartsJahrescharts (2021) | Platzierung |
| ------------------------- | ----------- |
| Deutschland (GfK)         | 12          |
| Österreich (Ö3)           | 2           |
| Schweiz (IFPI)            | 18          |

| ChartsJahrescharts (2022) | Platzierung |
| ------------------------- | ----------- |
| Deutschland (GfK)         | 38          |
| Österreich (Ö3)           | 7           |

| ChartsJahrescharts (2023) | Platzierung |
| ------------------------- | ----------- |
| Österreich (Ö3)           | 22          |

Obwohl keine Single aus dem Album ausgekoppelt wurde, konnte sich der Titeltrack des Albums, Zukunft, aufgrund hoher Einzeldownloads und Streaming nach Erscheinen des Albums in den deutschen Singlecharts auf Rang vier und in der Schweizer Hitparade auf Platz fünf platzieren, während der Song in Österreich sogar zum Nummer-eins-Hit wurde. Des Weiteren erreichten die Lieder Realität, Chromosom und Vergesse nie die Street jeweils die österreichischen und Schweizer Singlecharts, letzteres zudem die deutsche Hitparade. Die Lieder Zukunft und Vergesse nie die Street wurden darüber hinaus im April 2022 bzw. Januar 2023 in Deutschland mit einer Goldenen Schallplatte für jeweils über 200.000 verkaufte Einheiten ausgezeichnet.

### Auszeichnungen für Musikverkäufe
Im April 2023 wurde das Album in Deutschland mit einer Goldenen Schallplatte für über 100.000 verkaufte Einheiten ausgezeichnet, womit es zu den meistverkauften Rapalben des Landes zählt.
| Land/Region        | Auszeichnungen für Musikverkäufe (Land/Region, Auszeichnung, Verkäufe) | Verkäufe |
| ------------------ | ---------------------------------------------------------------------- | -------- |
| Deutschland (BVMI) | Gold                                                                   | 100.000  |
| Insgesamt          | 1× Gold ·                                                              | 100.000  |

## Zukunft II

### Titelliste
| Nr. | Titel                               | Produzent(en)                                                                | Länge |
| --- | ----------------------------------- | ---------------------------------------------------------------------------- | ----- |
| 1.  | Alles zu seiner Zeit                | The Cratez, The Royals                                                       | 1:38  |
| 2.  | DNA                                 | The Cratez, The Royals                                                       | 2:34  |
| 3.  | Blaues Licht (feat. Bonez MC)       | Gianfranco Randone, Massimo Gabutti, Maurizio Lobina, The Cratez, The Royals | 2:24  |
| 4.  | Wenn du mich siehst (feat. Juju)    | The Cratez, The Royals                                                       | 2:53  |
| 5.  | Verbrannt (feat. Subasa)            | The Cratez, The Royals                                                       | 3:30  |
| 6.  | Appartement (feat. TripleGo)        | The Cratez, The Royals                                                       | 2:09  |
| 7.  | 2CB (feat. Luciano)                 | The Cratez, The Royals, Ville Valo                                           | 2:52  |
| 8.  | Guapa                               | The Cratez, The Royals, Minti                                                | 2:32  |
| 9.  | Schwarzer Jaguar (feat. Gallo Nero) | The Cratez, The Royals                                                       | 2:43  |
| 10. | Über Nacht                          | The Cratez, The Royals                                                       | 2:42  |

### Singleauskopplungen
Die erste Single Blaues Licht (feat. Bonez MC) wurde am 23. Juli 2021 zum Download ausgekoppelt. Am 20. August wurde der Song Wenn du mich siehst (feat. Juju) als zweite Single veröffentlicht, die dritte Auskopplung folgte mit 2CB (feat. Luciano) am 10. September 2021.
Im März 2022 wurde die Single Blaues Licht in Deutschland mit einer Platin-Schallplatte für mehr als 400.000 Verkäufe ausgezeichnet, darüber hinaus erhielten 2CB und Wenn du mich siehst jeweils eine Goldene Schallplatte für über 200.000 verkaufte Einheiten.